# Cytherettidae
Cytherettidae är en familj av kräftdjur. Cytherettidae ingår i överfamiljen Cytheroidea, ordningen Podocopida, klassen musselkräftor, fylumet leddjur och riket djur. Enligt Catalogue of Life omfattar familjen Cytherettidae 11 arter. 
Kladogram enligt Catalogue of Life:
| Cytherettidae | \| \| Cytheretta \| \| \| \| \| \| Protocytheretta \| \| \| \| |
|               | \| \| Cytheretta \| \| \| \| \| \| Protocytheretta \| \| \| \| |
|               | Bythocytheridae                                                |
|               |                                                                |
|               | Cobanocytheridae                                               |
|               |                                                                |
|               | Cushmanideidae                                                 |
|               |                                                                |
|               | Cytheridae                                                     |
|               |                                                                |
|               | Cytherideidae                                                  |
|               |                                                                |
|               | Cytheromatidae                                                 |
|               |                                                                |
|               | Cytheruridae                                                   |
|               |                                                                |
|               | Entocytheridae                                                 |
|               |                                                                |
|               | Eucytheridae                                                   |
|               |                                                                |
|               | Hemicytheridae                                                 |
|               |                                                                |
|               | Krithidae                                                      |
|               |                                                                |
|               | Leptocytheridae                                                |
|               |                                                                |
|               | Limnocytheridae                                                |
|               |                                                                |
|               | Loxoconchidae                                                  |
|               |                                                                |
|               | Microcytheridae                                                |
|               |                                                                |
|               | Neocytherideidae                                               |
|               |                                                                |
|               | Paracytherideidae                                              |
|               |                                                                |
|               | Paradoxostomatidae                                             |
|               |                                                                |
|               | Parvocytheridae                                                |
|               |                                                                |
|               | Pectocytheridae                                                |
|               |                                                                |
|               | Psammocytheridae                                               |
|               |                                                                |
|               | Schizocytheridae                                               |
|               |                                                                |
|               | Trachyleberididae                                              |
|               |                                                                |
|               | Xestoleberididae                                               |
|               |                                                                |
|               | Cytheretta                                                     |
|               |                                                                |
|               | Protocytheretta                                                |
|               |                                                                |

|  | Cytheretta      |
|  |                 |
|  | Protocytheretta |
|  |                 |